# ورکان
ورکان (کاشان)، روستای ورکان از توابع بخش برزک شهرستان کاشان در استان اصفهان ایران است.
این روستا در ۷۰ کیلومتری جنوب غربی کاشان و ۵۲ کیلومتری جنوب شرق دلیجان است. (فاصله هوایی ورکان تا کاشان ۴۴ کیلومتر می‌باشد داری اب و هوای خوب و وجود آثار تاریخی و اقامتگاه بومگردی از مزیت روستا می‌باشد

## جمعیت
این روستا در دهستان گلاب قرار دارد و براساس سرشماری مرکز آمار ایران در سال ۱۳۸۵، جمعیت آن ۵۴۵ نفر (۱۹۴خانوار) بوده است.

## زبان
مردم این روستا به زبان راجی یکی از زبان های ایران مرکزی سخن می گویند.

## آثار تاریخی و دیدنی‌ها

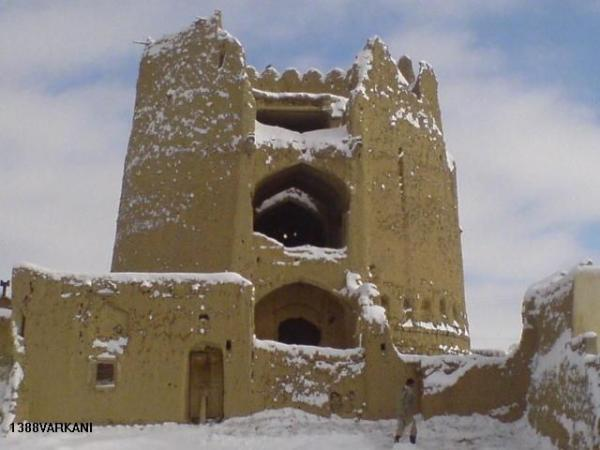
یکی از قلعه‌های ورکان

این روستا دارای آب و هوای خوب و دارای ۲ قلعه بزرگ و قدیمی می‌باشد. همجنین دارای باغ‌های زیادی است که آب و هوا را مساعدتر می‌سازند.

## ریشه‌شناسی نام ورکان
به گفته اهالی روستانی ورکان و قدیمی‌ها، درگذشته نام این روستا به دلیل وجود معادن بسیار زیاد طلا در حومه آن زرکان بوده که بعداً به ورکان تغییر داده شد.

## اقتصاد ورکان
مردم ورکان عموماً از طریق خوداشتغالی به کسب درآمد مشغول هستند؛ یکی از شغل‌هایی که همیشه در این نواحی مرسوم بوده است کشاورزی است که متأسفانه به دلیل کمبود آب به شدت در خطر است.
درحال حاضر بسیاری از ورکانی‌ها از عرقیات و گیاهان دارویی، گلاب‌گیری و مشاغل خورد کشاورزی امرار معاش می‌کنند؛ همچنین دام‌داری همچنان در ورکان انجام می‌شود.

## آسمان پرستاره
ورکان، با توجه به اینکه بیابانی است اما به دلیل مختصات جغرافیایی که دارد و عدم وجود شهرهای پرنور در اطراف آسمانی صاف و پرستاره دارد که در نوع خودش بسیار جذاب است.

## جاده‌های مهم اطراف
جاده مبارک‌آباد و موته کاشان تنها جاده‌هایی هستند که مستقیماً از ورکان عبور می‌کنند و این روستا چندان هم ارتباطی محسوب نمی‌شود.

## مکان‌های عمومی دارای اهمیت

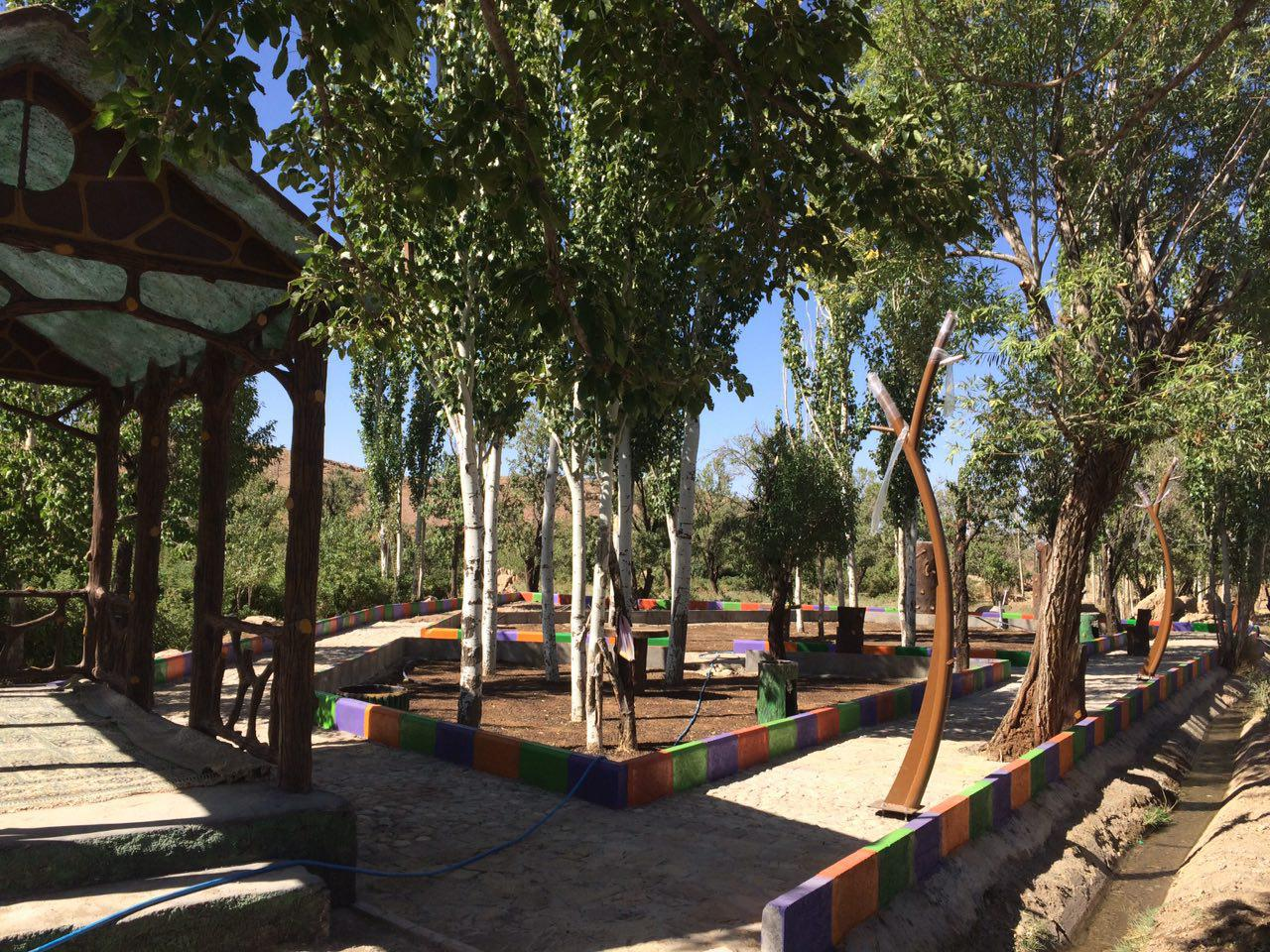
نخستین پارک ورکان

ورکان دارای مکان‌های عمومی زیر است:

### پارک ماه دادان ورکان
این پارک که در تاریخ ۰۸ شهریور ۱۳۹۶ با حضور فرماندار به بهره‌برداری رسید، در ۵۰۰ متر مربع مساحت و با بودجه دهیاری ورکان ساخته شده است.

### مسجد جامع ورکان
مسجد روستای ورکان تقریباً در میانه این روستا واقع شده است.
مدارس، واحدهای تجاری و … همانند سایر روستاهای ایران در ورکان فعالیت می‌کنند.

### مسجد ابتدای روستا
مراسمات زیادی در این مسجد برگزار می‌شود و جمعیت زیادی از مردم روستا نیز در این مراسم شرکت می‌کنند، این مسجد در ابتدای روستا قرار دارد